# 作家日记
《作家日记》（俄语：Дневник писателя; Dnevnik pisatelya）是费奥多尔·米哈伊洛维奇·陀思妥耶夫斯基的晚期作品，分为上下两册，上册发表于1873-1876年，下册发表于1877-1881年。